# حبيبتي سوسو (فلم)
حبيبتي سوسو فيلم مصري انتج في 5ابريل 1951م 

## طاقم العمل

### الممثلين
- ليلى فوزي
- محسن سرحان
- سليمان نجيب
- ميمي شكيب
- إسماعيل ياسين
- سوسن فؤاد
- عالية
- سامي الشوا
- لبلبة
- عزيز عثمان

### موسيقى
- زكريا أحمد   (الألحان)
- علي فراج   (الألحان)
- عالية   (غناء)
- سوسن فؤاد   (غناء)

### تأليف
- أبو السعود الإبياري   (قصة وسيناريو وحوار)
- نيازي مصطفى   (سيناريو وحوار)

### توزيع
- نحاس فيلم (موزع)

### إخراج
- نيازي مصطفى

### إنتاج
- نحاس فيلم   (منتج)

### مونتاج
- جلال مصطفى (مونتير)

### تصوير
- محمود نصر   (مصور)